# Варсту
Ва́рсту (эст. Varstu) — посёлок в волости Рыуге уезда Вырумаа, Эстония. До административной реформы местных самоуправлений Эстонии 2017 года входил в состав волости Варсту (упразднена) и был её административным центром.

## География и описание
Расположен в 29 км к юго-западу от волостного и уездного центра — города Выру. Высота над уровнем моря — 83 метра.
Климат умеренный. Официальный язык — эстонский. Почтовые индексы: 66101, 66194 (до востребования).

## Население
По данным переписи населения 2021 года, в Варсту  насчитывалось 328 жителей, из них 297 (93,4 %) — эстонцы.
По данным переписи населения 2011 года, в посёлке проживали 330 человек, из них 318 (96,4 %) — эстонцы.
Численность населения посёлка Варсту по данным переписей населения:
| Год  | 1959 | 1970  | 1979  | 1989  | 2000  | 2011  | 2021  |
| ---- | ---- | ----- | ----- | ----- | ----- | ----- | ----- |
| Чел. | 416  | ↗ 510 | ↗ 592 | ↘ 570 | ↘ 450 | ↘ 318 | ↗ 328 |

## История
Населённый пункт впервые упоминается в 1561 году (Варсте). В письменных источниках 1565 года упоминается Варста, 1627 года люди с именами  Warste Kywi, Warse Wessle, Warse Mick, 1630 года — Werste Weßli, Werste Mick, 1638 года — Worsty Wessly; в 1684 году упоминается Warsta, в 1765 году — Dorf Warsto (деревня).
В русских источниках XVI века Варсту упоминается как деревня мызы Розенхоф (Розенхов, нем. Rosenhof, Рооза, эст. Roosa mõisa). В последовавший затем период войн население поредело, и деревня в документах не упоминается, однако, название мельницы Варсту и имена по крайней мере двух крестьян сохранялось всё время. В XVIII веке нынешние группы хуторов посёлка Варсту считались небольшими самостоятельными деревнями. Уплотнение поселения вскоре превратило его в чётко различимую деревню, которая в конце XIX века стала посёлком и центром волости Вана-Рооза. Северо-восточная часть Варсту известна под названием Пилпа (эст. Pilpa).

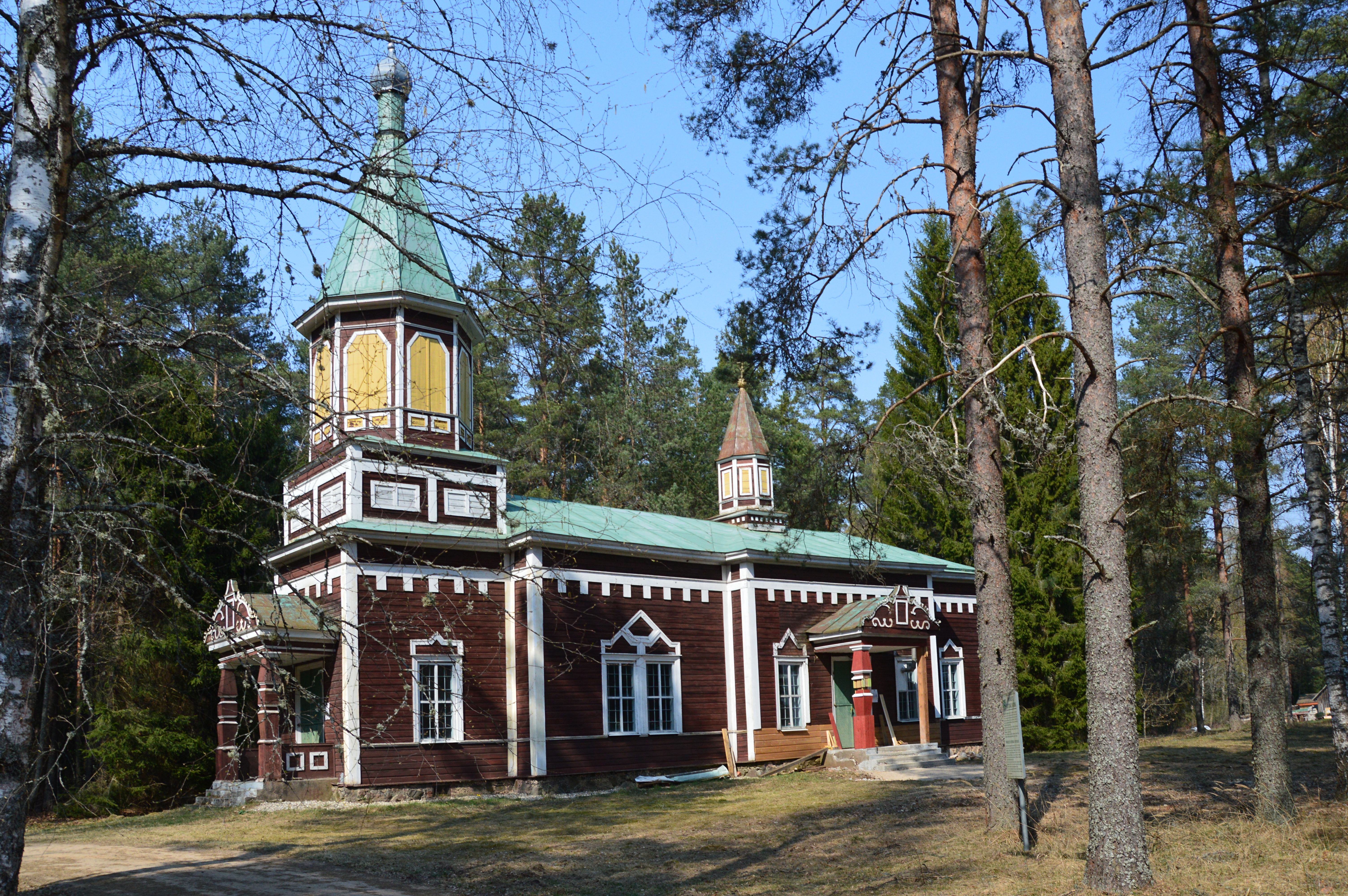
Церковь Иоана Крестителя в посёлке Варсту (церковь Мынисте-Ритсику)

В 1863 году в Варсту была основана церковно-приходская школа.
В советское время Варсту относился к Вырускому району и был центром Варстуского сельсовета. В посёлке работали почтовое отделение, больница, средняя школа (313 учеников в 1975 году), дом культуры, библиотека. Посёлок был центром совхоза «Варсту». В 1978 году общий земельный фонд совхоза составлял 11,1 тыс. га, из них обрабатываемых земель 4,9 тыс. га; численность работников составляла 410 человек.
В 1975 году с Варсту был объединён расположенный ближе к Выру, в долине ручья Раудсепа, промышленный посёлок Выруского лесокомбината.
В 1959 году на расположенной на территории деревни братской могиле советских воинов, павших во Второй мировой войне (исторический памятник с 1997 года до 2023 года), был установлен памятник с надписью «Бойцам Советской армии, павшим в Великой Отечественной войне 1941—1945». Здесь похоронены красноармейцы, павшие в боях в окрестностях деревень Кыргепалу и Вана-Рооза. Таблички с именами погибших установлены в 1968 году. Памятник находится в небольшом парке перед школой Варсту. В протоколе от 30 ноября 2022 года рабочая группа по советским памятникам при Госканцелярии Эстонии признала памятник «красным монументом», подлежащим замене на т.н. нейтральный. Памятник был демонтирован в 2023 году (см. Список советских военных памятников Эстонии).

## Инфраструктура
В настоящее время в посёлке работают основная школа-детсад (в 2000—2017 годах это была средняя школа), пункт обслуживания библиотеки Рыуге (там же оказываются почтовые услуги), культурный центр), кабинет семейного врача, магазин торговой сети «Coop». Культурный центр был открыт в феврале 1992 года, имеет зал с большой театральной сценой и ступенчатыми рядами кресел. В доме бывшей аптеки, построенном в 1900 году, с 2000 года в рабочие дни открыто кафе «Daisy juures» (с эст. — «У Дэйзи»).